# 붕괴 방식
물리학에서 붕괴방식(崩壞方式)이란 입자가 붕괴하는 특정한 방식을 나타낸다.
방사성 감쇠(핵종의 붕괴)는 해당 핵종을 다른 핵종으로 변화시키며, 방사성 감쇠에 대한 붕괴방식은 다음과 같다.
- 알파 붕괴 : 알파입자(헬륨-4 원자핵)의 방출
- 베타 붕괴(β− 붕괴): 전자 및 반중성미자의 방출
- 양전자 방출(β+ decay): 양전자 및 중성미자의 방출
- 전자 포획
- 이중 베타 붕괴
- 양성자 방출
- 중성자 방출
- 중원자핵 방출: 헬륨-4보다 무거운 원자핵의 방출
- 자발 핵분열

일반적으로 하나의 핵종에서 하나의 붕괴방식이 주를 이룬다. 여러 방식이 가능할 경우, 발생 비율을 나타내기 위해 갈래비(Branching ratio)가 주로 사용된다.
붕괴는 때로 원자핵이 들뜬 상태에 놓이게 한다. 이러한 상태가 오래 유지될 경우 이성질핵이라고 한다. 이성질핵은 일반적으로 해당 핵종의 바닥 상태로 붕괴하지만, 위의 방사성 감쇠 과정과는 달리 이성질핵 전이라고 불리는 이러한 붕괴 과정은 핵종을 다른 핵종으로 변화시키지는 않는다. 붕괴방식은 다음과 같다.
- 감마 붕괴: 고에너지 광자(감마선)의 방출
- 내부 전환: 원자의 이온화